# Beesoniella sylvestris
Beesoniella sylvestris is een halfvleugelig insect uit de familie Aphrophoridae. De wetenschappelijke naam van deze soort is voor het eerst geldig gepubliceerd in 1933 door Lallemand.